# 愛媛県道44号大洲野村線
愛媛県道44号大洲野村線（えひめけんどう44ごう おおずのむらせん）は、愛媛県大洲市から西予市に至る県道（主要地方道）である。

## 概要
愛媛県大洲市柚木と西予市野村町蔵良を結ぶ。

### 路線データ
- 起点: 大洲市柚木（国道197号交点）
- 終点: 西予市野村町蔵良（愛媛県道29号宇和野村線交点）

## 歴史
- 1993年（平成5年）5月11日 - 建設省から、県道大洲野村線が大洲野村線として主要地方道に指定される[1]。

## 地理

### 通過する自治体
- 大洲市
- 西予市

### 交差する道路
- 国道197号（起点）
- 国道441号（大洲市柚木）
- 大洲道路 大洲肱南インターチェンジ
- 愛媛県道232号菅田五郎停車場線（大洲市菅田町菅田乙）
- 愛媛県道55号小田河辺大洲線（大洲市森山）
- 愛媛県道308号蔵川大谷線（大洲市蔵川）
- 愛媛県道331号高瀬松渓線（西予市野村町高瀬）
- 愛媛県道29号宇和野村線（終点）

### 沿線にある施設など
- 大洲市立蔵川小学校
- 西予市立中筋小学校